# گمینا روزوگی
گمینا روزوگی (به لهستانی:  Gmina Rozogi) یک گمینا در لهستان است که در شهرستان شچتنو واقع شده‌است. گمینا روزوگی ۲۲۳٫۹۵ کیلومتر مربع مساحت و ۵٬۶۴۳ نفر جمعیت دارد.